# بوپفینگن
شهر بوپفینگن در ایالت بادن-وورتمبرگ در کشور آلمان واقع شده است.